# Borellia bruneri
Borellia bruneri är en insektsart som först beskrevs av Rehn, J.A.G. 1906.  Borellia bruneri ingår i släktet Borellia och familjen gräshoppor. Inga underarter finns listade i Catalogue of Life.